# КК Бизонс Лоима
КК Бизонс Лоима (енгл. Bisons Loimaa) је фински кошаркашки клуб из Лоиме. У сезони 2014/15. такмичи се у Првој лиги Финске и у ВТБ лиги.

## Историја
Клуб је основан 1964. године под називом Лоиман Кориконкарит (скраћено ЛоКоКо). Садашње име добио је 2011, а исте године изборио је и пласман у највиши ранг. Већ у дебитантској сезони међу елитом дошао је до титуле националног првака, а годину дана касније успео је и да одбрани трофеј. Најбољи резултат у Купу Финске остварен је 2013. године и у питању је био пласман у финале.
У сезони 2013/14. такмичио се у Еврокупу, али је елиминисан већ у првој групној фази. У сезони 2014/15. био је учесник ВТБ лиге.

## Успеси

### Национални
- Првенство Финске:
  - Првак (2): 2012, 2013.
  - Вицепрвак (1): 2015.

- Куп Финске:
  - Финалиста (1): 2013.